# لایونل ریچی
لایونل ریچی (به انگلیسی: Lionel Richie) با نام اصلی لاینل بروکمن ریچی، جونیور (زادهٔ ۲۰ ژوئن ۱۹۴۹) خواننده، ترانه‌سرا، آهنگساز، تهیه‌کنندهٔ موسیقی پاپ و بازیگر آمریکایی است. تابه‌حال از آثار او بیش از ۱۰۰ میلیون نسخه به‌فروش رسیده است.